# Соловьёв, Александр Александрович (дирижёр)
Алекса́ндр Алекса́ндрович Соловьёв (род. 1975, Кострома) — российский дирижёр, хормейстер.

## Биография
Родился в 1975 году в Костроме.
В 1993 году окончил Костромское музыкальное училище (класс Е. Е. Сафроновой).
В 1998 году окончил с отличием Российскую академию музыки имени Гнесиных по специальности «Хоровое дирижирование» (класс Е. Н. Байковой), в 2000-м — ассистентуру-стажировку (руководитель — В. О. Семенюк), в 2006-м — ассистентуру-стажировку по специальности «Оперно-симфоническое дирижирование» (руководитель — В. И. Федосеев). В 1998—2006 годах регулярно занимался под руководством А. М. Каца.
В 1995—2010 годах — второй дирижёр и хормейстер Московского государственного академического камерного хора под управлением В. Н. Минина.
В 2001—2021 годах преподавал на кафедре хорового дирижирования Российской академии музыки имени Гнесиных (с 2008 года — доцент) и руководил студенческим хором заочного отделения (хормейстер — доцент Ю. М. Рогачёва).
В 2011—2021 годах преподавал на кафедре оперно-симфонического дирижирования РАМ им. Гнесиных, в 2011—2014 годах руководил оркестром академии.
В 2009 году начал сотрудничество с Центром оперного пения Галины Вишневской, где дирижировал такими операми, как «Руслан и Людмила» М. И. Глинки, «Борис Годунов» М. П. Мусоргского, «Евгений Онегин» и «Иоланта» П. И. Чайковского, «Кармен» Ж. Бизе, «Риголетто» Дж. Верди, «Паяцы» Р. Леонкавалло, «Богема» Дж. Пуччини. Регулярно проводит гала-концерты с солистами и выпускниками Центра.
В 2011—2020 годах — дирижёр-стажёр Большого театра, дирижировал операми «Борис Годунов» М. П. Мусоргского, «Иоланта» П. И. Чайковского, «Царская невеста», «Садко» и «Золотой петушок» Н. А. Римского-Корсакова, «Набукко» и «Риголетто» Дж. Верди, «Сомнамбула» В. Беллини, «Дон Паскуале» Г. Доницетти, «Так поступают все женщины» и «Свадьба Фигаро» В. А. Моцарта, «Севильский цирюльник» Дж. Россини, «Кармен» Ж. Бизе, «Кавалер розы» Р. Штрауса, «Дитя и волшебство» М. Равеля (дирижёр-постановщик), балетами «Симфония до мажор» на музыку Ж. Бизе, «Парижское веселье» на музыку Ж. Оффенбаха, «Марко Спада» Д. Обера, «Этюды» на музыку К. Черни, «Щелкунчик» П. И. Чайковского, «Клетка» на музыку И. Ф. Стравинского, «Иван Грозный» С. С. Прокофьева, «Анюта» В. А. Гаврилина, «Герой нашего времени» И. А. Демуцкого, «Мойдодыр» Е. И. Подгайца.
В качестве ассистента дирижёра участвовал во многочисленных премьерных постановках Большого театра, среди которых: «Кавалер розы» Р. Штрауса, «Садко» Н. А. Римского-Корсакова, «Риголетто» Дж. Верди, «Сомнамбула» В. Беллини, «Дон Паскуале» Г. Доницетти, «Так поступают все женщины» и «Свадьба Фигаро» В. А. Моцарта, «Севильский цирюльник» Дж. Россини, «Кармен» Ж. Бизе, «Идиот» М. Вайнберга, «Герой нашего времени» И. А. Демуцкого и др.
На протяжении девяти лет активно сотрудничал и дирижировал концертами Молодёжной программы Большого театра России (художественный руководитель — Д. Ю. Вдовин).
Дирижировал финальными турами V и VI Международного конкурса оперных певцов Галины Вишневской и I и II Московского международного конкурса пианистов Владимира Крайнева.
Сотрудничал с такими дирижёрами, как Арнольд Кац, Владимир Федосеев, Владимир Спиваков, Саулюс Сондецкис, Михаил Плетнёв, Василий Синайский, Марчелло Виотти, Фабио Луизи, Стефано Монтанари, Эвелино Пидо; такими певцами, как Евгений Нестеренко, Зураб Соткилава, Ирина Архипова, Маквала Касрашвили, Мария Гулегина, Хибла Герзмава, Лора Клейкомб, Паата Бурчуладзе, Ильдар Абдразаков, Томас Аллен, Лео Нуччи; такими исполнителями, как Денис Мацуев, Николай Луганский, Андрей Гугнин, Филипп Копачевский, Александр Рамм, Айлен Притчин, Александр Малофеев.
Исполнял концертные программы с Национальным филармоническим оркестром России, Государственным академическим симфоническим оркестром имени Е. Ф. Светланова, Российским национальным оркестром, Большим симфоническим оркестром имени П. И. Чайковского, оркестром «Новая Россия», оркестром под управлением Павла Когана; выступал с Оркестром Пражского радио, Филармоническим оркестром имени Артуро Тосканини (Парма), Orchestra of Colours (Афины), Симфоническим оркестром Дома музыки Порту.
Принимал участие в записях для фирм Deutsche Grammophon и Naxos. Среди недавних проектов — Бал Елены Образцовой с участием звёзд мировой оперы и гала-концерт в честь юбилея А. Н. Пахмутовой в Большом театре.
С 2017 года является постоянным приглашённым дирижёром оркестра «Виртуозы Москвы» (художественный руководитель — В. Т. Спиваков), выступает в России и за рубежом.
С декабря 2020 года — главный дирижёр Михайловского театра. Дирижёр-постановщик оперы П. И. Чайковского «Опричник» (премьера состоялась в мае 2021; в сентябре 2021 прошли премьерные гастроли в Москве).
С оркестром театра регулярно проводит концерты в Большом зале Петербургской филармонии.